# Абель Тадор
Абель Тадор (англ. Abel Tador) — нігерійський професійний футболіст.

## Біографія
Народився в місті Лагос.
Професійну кар'єру розпочав у клубі НПА, після чого виступав за «Шаркс».
З 2008 року — капітан команди «Баєлса Юнайтед», разом з якою переміг в чемпіонаті Нігерії сезону 2008/09. 
Застрелений 14 червня 2009 у віці 24 роки через кілька годин після того, як «Баєлса» забезпечила собі чемпіонський титул. На футболіста, що повертався додому на своїй машині, напали озброєні грабіжники.

## Досягнення
- Чемпіон Нігерії: 2009